# Declinación del alemán
La declinación alemana designa a las distintas formas que adopta una palabra en este idioma en función del caso gramatical en que se usan sustantivos, artículo, pronombres y adjetivos.

## Distinción del género, del número y del caso
A diferencia del español, el grupo nominal alemán posee variaciones en casos gramaticales cuyas marcas se mezclan con las del género y el número.  Así, en des kleinen Jungen, la secuencia de las marcas -es -en -n provee al mismo tiempo las indicaciones sobre el género masculino, el número en singular y el caso genitivo. También el pronombre tiene formas diferentes según el género, el número y el caso (en esto es similar a los pronombres personales del español que, además de número y género, en la tercera persona varían según el caso gramatical).
En alemán, al igual que sucede en otras lenguas indoeuropeas, la marca de caso de un pronombre o un grupo nominal depende de un verbo o una preposición que rigen sintácticamente a dicho pronombre o grupo nominal.

### Las marcas de la declinación del grupo nominal
Existen dos tipos: la marca o alomorfo principal y la marca secundaria o alomorfo secundario. Dentro de un sintagma nominal (o sintagma determinante) existe concordancia de caso, género y número (eso significa que todos los elementos deben expresar los mismos valores de las tres categorías).
| Caso       | Singular  | Singular  | Singular | Plural  |
| Caso       | masculino | neutro    | femenino | común   |
| ---------- | --------- | --------- | -------- | ------- |
| Nominativo | -er / Ø   | -es / Ø   | -e       | -e      |
| Acusativo  | -en       | -es / Ø   | -e       | -e      |
| Dativo     | -em       | -em       | -r       | -en [n] |
| Genitivo   | -es [s]   | -es / [s] | -r       | -er     |
La marca principal recae:
- Prioritariamente sobre el determinante: der Mann.
- Sobre el adjetivo:
  - Cuando no hay terminación (ø) sobre el determinante:
einø schönes Kind.
  - A falta de determinante: ø frisches Wasser.
- Sobre los sustantivos:
  - Sobre los masculinos y neutros en genitivo: der Preis des Weines
  - Sobre los adjetivos sustantivados: Bekannte.

| Caso       | Singular  | Singular | Singular | Plural |
| Caso       | masculino | neutro   | femenino | común  |
| ---------- | --------- | -------- | -------- | ------ |
| Nominativo | -e        | -e       | -e       | -n     |
| Acusativo  | -n        | -e       | -e       | -n     |
| Dativo     | -n        | -n       | -n       | -n     |
| Genitivo   | -n        | -n       | -n       | -n     |
La marca secundaria:
- Recae sólo sobre el adjetivo (incluyendo el adjetivo sustantivado).
- Se limita a -e o -n.
- No puede aparecer sino cuando la marca principal ha sido ya expresada.

## Artículos

### Artículos definidos
Corresponden en castellano a "el, lo, la, los, las".
|          |           | Nom. | Acus. | Dat. | Gen. |
| -------- | --------- | ---- | ----- | ---- | ---- |
| Singular | Masculino | der  | den   | dem  | des  |
| Singular | Neutro    | das  | das   | dem  | des  |
| Singular | Femenino  | die  | die   | der  | der  |
| Plural   | Plural    | die  | die   | den  | der  |

### Artículos indefinidos
Corresponden en castellano a "un, una".
|          |           | Nom. | Acus. | Dat.  | Gen.  |
| -------- | --------- | ---- | ----- | ----- | ----- |
| Singular | Masculino | ein  | einen | einem | eines |
| Singular | Neutro    | ein  | ein   | einem | eines |
| Singular | Femenino  | eine | eine  | einer | einer |
El artículo indefinido plural no existe en la lengua alemana.

## Adjetivo indefinido "kein"
Corresponde en castellano a "ningún, ninguna".
|          |           | Nom.  | Acus.  | Dat.   | Gen.   |
| -------- | --------- | ----- | ------ | ------ | ------ |
| Singular | Masculino | kein  | keinen | keinem | keines |
| Singular | Neutro    | kein  | kein   | keinem | keines |
| Singular | Femenino  | keine | keine  | keiner | keiner |
El adjectivo indefinido kein sirve para negar al sustantivo posterior a este, respetando claro las distintas declinaciones y casos.
- Ich habe kein Buch - Yo no tengo (un) libro (literalmente: Yo tengo ningún libro.)
- Sie isst keinen Apfel - Ella no come (una) manzana (literalmente: Ella come ninguna manzana.)

## Sustantivos
La declinación de los sustantivos es la declinación de la parte del grupo nominal llamada base nominal. Las diferentes formas flexivas (o declinación) varían de acuerdo a tres factores:
- Al caso gramatical (nominativo, acusativo, genitivo, dativo)
- Al género gramatical (masculino, femenino, neutro)
- Al tipo de declinación: fuerte, débil o mixta.

Estos tres factores no son independientes; así, los sustantivos femeninos siempre usan la declinación débil, mientras que los sustantivos masculinos y neutros pueden tener declinación fuerte, débil o mixta (y esta característica debe conocerse de antemano para cada sustantivo masculino o neutro, si se quiere dar con la forma correcta). Una peculiaridad importante es que la declinación de nombres masculinos y neutros usa las mismas terminaciones en el nominativo, genitivo y dativo. Los nombres neutros además tienen siempre la misma forma en acusativo y nominativo (cosa que sucede en otras lenguas indoeuropeas, como el latín, el griego antiguo o el sánscrito).
Los préstamos léxicos tienen frecuentemente formas de plural en -s y una declinación especial. Dejando a un lado estas formas con plural en -s, en alemán existen únicamente tres tipos de declinación para la base nominal:
- Declinación fuerte, que puede darse en sustantivos masculinos o neutros casi exclusivamente (y unas pocas palabras femeninas).
- Declinación débil, a la que pertenecen todos los sustantivos femeninos y algunos masculinos y neutros.
- Declinación mixtaː se llama así porque usa las formas de la declinación fuerte en el singular y las formas de declinación débil en el plural. A esta clase pertenecen algunos nombres masculinos y neutros.

### Declinación fuerte
Esta declinación se caracteriza por estar formada casi íntegramente por sustantivos masculinos y neutros, cuyo genitivo singular acaba en -s o -es. Ejemplos:
masculino: der Mann 'el hombre' / des Mannes 'del hombre'
neutro: das Buch 'el libro' / des Buches 'del libro'
Existen algunas pocas palabras femeninas que tienen declinación fuerte, aunque su genitivo singular no tiene -s, por ejemplo:
die Mutter 'la madre' / der Mutter-ø
La siguiente tabla resume las formas fuertes:
| Caso       | Singular     | Singular     | Singular   | Plural      | Plural      | Plural      |
| Caso       | Masculino    | Neutro       | Femenino   | Masculino   | Neutro      | Femenino    |
| ---------- | ------------ | ------------ | ---------- | ----------- | ----------- | ----------- |
| Nominativo | der Mann     | das Buch     | die Mutter | die Männer  | die Bücher  | die Mütter  |
| Acusativo  | den Mann     | das Buch     | die Mutter | die Männer  | die Bücher  | die Mütter  |
| Genitivo   | des Mann(e)s | des Buch(e)s | der Mutter | der Männer  | der Bücher  | der Mütter  |
| Dativo     | dem Mann(e)  | dem Buch(e)  | der Mutter | den Männern | den Büchern | den Müttern |

### Declinación débil
- En el singular: la declinación del dativo y del genitivo masculino termina en -en o -n:

dem Grafen
'al conde'
des Grafen
'del conde'
- En el plural: la declinación del nominativo, del acusativo, del dativo y del genitivo masculino y femenino termina en -en o -n. Ejemplos con sustantivo masculino:

die Grafen
'los condes'
die Menschen
'los hombres, los seres humanos'
La siguiente tabla resume las formas débiles (Wagen 'coche', Frau 'mujer', Kissen 'cojín'):
| Caso       | Singular   | Singular    | Singular | Plural    | Plural     | Plural     |
| Caso       | Masculino  | Neutro      | Femenino | Masculino | Neutro     | Femenino   |
| ---------- | ---------- | ----------- | -------- | --------- | ---------- | ---------- |
| Nominativo | der Wagen  | das Kissen  | die Frau | die Wagen | die Kissen | die Frauen |
| Acusativo  | den Wagen  | das Kissen  | die Frau | die Wagen | die Kissen | die Frauen |
| Genitivo   | des Wagens | des Kissens | der Frau | der Wagen | der Kissen | der Frauen |
| Dativo     | dem Wagen  | dem Kissen  | der Frau | den Wagen | den Kissen | den Frauen |

### Declinación mixta
Se le llama mixta porque es fuerte en el singular y débil en el plural.
- En el singular:

→ o bien el genitivo masculino y neutro termina en -(e)s:
| Caso                 | Singular  | Plural    |  | Singular    | Plural    |
| -------------------- | --------- | --------- |  | ----------- | --------- |
| Nominativo Acusativo | das Auge  | die Augen |  | das Ohr     | die Ohren |
| Genitivo             | des Auges | der Augen |  | des Ohr(e)s | der Ohren |
| Dativo               | dem Auge  | den Augen |  | dem Ohr     | den Ohren |

Ejemplos con masculinos: Schmerz, Pfau
Ejemplos con neutros: Auge, Ohr
A esta clase pertenece igualmente Bau con su plural irregular Bauten.
→ o bien el genitivo masculino y neutro termina en -ens:
| Caso                 | Singular           | Plural    |  | Singular     | Plural     |
| -------------------- | ------------------ | --------- |  | ------------ | ---------- |
| Nominativo Acusativo | der Name den Namen | die Namen |  | das Herz     | die Herzen |
| Genitivo             | des Namens         | der Namen |  | des Herzens  | der Herzen |
| Dativo               | dem Namen          | den Namen |  | dem Herz(en) | den Herzen |

Ejemplos con masculinos: Buchstabe, Name, Same, Friede, Glaube, Wille, Gedanke, Haufen
Ejemplo con neutro: Herz
- En el plural:

→ nominativo, acusativo, dativo y genitivo masculino y neutro termina en -en.
Los sustantivos mixtos son poco numerosos.
La siguiente tabla resume los tipos de declinación existentes:
| Caso                   | Masculino (declinación fuerte) | Masculino (declinación mixta) | Masculino (declinación débil) | Femenino            | Neutro (declinación fuerte) | Neutro (declinación mixta) | Ejemplo                                       |
| ---------------------- | ------------------------------ | ----------------------------- | ----------------------------- | ------------------- | --------------------------- | -------------------------- | --------------------------------------------- |
| Nominativo (1.er caso) | der Mann ein Mann              | der Glaube ein Glaube         | der Graf ein Graf             | die Frau eine Frau  | das Kind ein Kind           | das Herz ein Herz          | Wer oder was hat den Apfel gegessen?          |
| Genitivo (2.º caso)    | des Mannes eines Mannes        | des Glaubens eines Glaubens   | des Grafen eines Grafen       | der Frau einer Frau | des Kindes eines Kindes     | des Herzens eines Herzens  | Auf wessen Baum wuchs der Apfel?              |
| Dativo (3.er caso)     | dem Mann(e) einem Mann(e)      | dem Glauben einem Glauben     | dem Grafen einem Grafen       | der Frau einer Frau | dem Kind(e) einem Kind(e)   | dem Herzen einem Herzen    | Wem oder was gebe ich den Apfel?              |
| Acusativo (4.º caso)   | den Mann einen Mann            | den Glauben einen Glauben     | den Grafen einen Grafen       | die Frau eine Frau  | das Kind ein Kind           | das Herz ein Herz          | Wen oder was habe ich nach dem Apfel gefragt? |

| Caso                   | sin n al final | con n al final | con s u otra terminación |
| ---------------------- | -------------- | -------------- | ------------------------ |
| Nominativo (1.er caso) | die Männer     | die Frauen     | die Autos                |
| Genitivo (2.º caso)    | der Männer     | der Frauen     | der Autos                |
| Dativo (3.er caso)     | den Männern    | den Frauen     | den Autos                |
| Acusativo (4.º caso)   | die Männer     | die Frauen     | die Autos                |

#### Excepciones
- Sustantivos que, en el plural, reemplazan la terminación del singular por otra:
- das Epos, die Epen.

## Adjetivos

### Declinación de adjetivos: Tipo 1
Después del artículo definido (der, das, die) los adjetivos tienen dos diferentes terminaciones: -e o -en:
|           | Nominativo            | Acusativo             | Dativo                 | Genitivo               |
| --------- | --------------------- | --------------------- | ---------------------- | ---------------------- |
| Masculino | -e: der alte Tisch    | -en: den alten Tisch  | -en: dem alten Tisch   | -en: des alten Tisches |
| Neutro    | -e: das alte Buch     | -e: das alte Buch     | -en: dem alten Buch    | -en: des alten Buches  |
| Femenino  | -e: die alte Uhr      | -e: die alte Uhr      | -en: der alten Uhr     | -en: der alten Uhr     |
| Plural    | -en: die alten Bilder | -en: die alten Bilder | -en: den alten Bildern | -en: der alten Bilder  |

Del mismo modo se declinan los adjetivos cuando están acompañados de "la familia der": dieser, jeder, jener, mancher, welcher.

### Declinación de adjetivos: Tipo 2
Después del artículo indefinido (ein, eine) y kein, keine los adjetivos tienen las siguientes terminaciones:
|           | Nominativo              | Acusativo                 | Dativo                    | Genitivo                    |
| --------- | ----------------------- | ------------------------- | ------------------------- | --------------------------- |
| Masculino | -er: (k)ein alter Tisch | -en: (k)einen alten Tisch | -en: (k)einem alten Tisch | -en: (k)eines alten Tisches |
| Neutro    | -es: (k)ein altes Buch  | -es: (k)ein altes Buch    | -en: (k)einem alten Buch  | -en: (k)eines alten Buches  |
| Femenino  | -e: (k)eine alte Uhr    | -e: (k)eine alte Uhr      | -en: (k)einer alten Uhr   | -en: (k)einer alten Uhr     |
| Plural    | -en: keine alten Bilder | -en: keine alten Bilder   | -en: keinen alten Bildern | -en: keiner alten Bilder    |

Del mismo modo se declinan los adjetivos después de los posesivos: mein, dein, sein, unser, euer, ihr.
A muchos de los españoles que aprenden alemán les resulta especialmente difícil declinar correctamente los adjetivos. Pero hay una manera de enfocar el tema que puede ser bastante útil. En primer lugar, dividimos las terminaciones en dos grupos: por un lado, r, m, s y por otro, e, n. Digamos, por ponerles un nombre, que las terminaciones del primer grupo (r, m, s) son fuertes, y las del segundo grupo (e, n) débiles. Y ahora, la principal regla que hay que respetar: no puede haber dos terminaciones fuertes "juntas", es decir, en el mismo grupo nominal. Usamos el artículo que toque según caso, género y número. Vamos al primer ejemplo de la tabla: el hombre guapo, en nominativo, para usarlo de sujeto. Artículo, der. Como este artículo acaba en r, el adjetivo no puede llevar otra r. Se pone e. Pasamos a un hombre guapo. El artículo indefinido tiene terminación débil, por tanto le ponemos la r , la terminación fuerte del artículo definido. Lo mismo si no hay artículo. La cuestión siguiente es si poner como terminación débil la e o la n. Hay que memorizarlo, pero no es difícil. En plural, siempre n. En singular: nominativo y acusativo siempre e salvo el masculino en acusativo (den schönen Mann, einen schönen Mann), que es n. El resto, n.

### Declinación de adjetivos: Tipo 3 (declinación fuerte)
Si los adjetivos están solos (o sea, sin artículos) antes de los sustantivos, la última letra es idéntica a la última letra del artículo correspondiente. Excepciones: las formas del genitivo singular, masculino y neutro.
der grüne Salat → grüner Salat 'ensalada verde'
das frische Gemüse → frisches Gemüse 'verduras frescas'
die weiße Schokolade → weiße Schokolade 'chocolate blanco'
die blauen Trauben → blaue Trauben
|           | Nominativo          | Acusativo           | Dativo                | Genitivo              |
| --------- | ------------------- | ------------------- | --------------------- | --------------------- |
| Masculino | -er grüner Salat    | -en grünen Salat    | -em grünem Salat      | -en grünen Salats     |
| Neutro    | -es frisches Gemüse | -es frisches Gemüse | -em frischem Gemüse   | -en frischen Gemüses  |
| Femenino  | -e weiße Schokolade | -e weiße Schokolade | -er weißer Schokolade | -er weißer Schokolade |
| Plural    | -e blaue Trauben    | -e blaue Trauben    | -en blauen Trauben    | -er blauer Trauben    |
Asimismo se declinan los adjetivos seguidos de numerales o de algunos acompañamientos sin terminación: etwas, mehr, mehrere, zwei.... Ejemplos:
Für den Salat nehme ich etwas frischen Knoblauch (acusativo masculino singular), mehrere kleine Zwiebeln (acusativo femenino plural) und fünf große Tomaten (acusativo femenino plural).
Para la ensalada tomo algo de ajo fresco, varias cebollas pequeñas y cinco tomates grandes.

## Pronombres
Además de las anteriores, el pronombre es la otra categoría gramatical que presenta diferentes formas flexionales o declinación según el caso gramatical.